# Арасио (1937)
«Арасио» (яп. 荒潮) — японский эскадренный миноносец времён Второй мировой войны, четвёртый типа Асасио. Название в переводе с японского на русский означает «Бурный прилив».
Заложен 1 октября 1935 года на верфи Кавасаки в Кобе. Спущен 26 мая 1937 года, вошел в строй 20 декабря 1937 года.

## Конструкция
Производство эсминцев данного проекта, так называемых «крейсерского» типа, было заказано в 1934 году. Они проектировались и строились после выхода Японии из договоров о ограничениях морских вооружений. За основу был взят проект эскадренных миноносцев типа «Сирацую» что давало остойчивость и прочность корпуса. Скорость и экономичность плавания должны были обеспечить два турбозубчатых агрегата, аналогичным как на типе «Фубуки», с общей мощностью в 50 тысяч л. с.. Увеличенные топливные цистерны позволили достичь дальность плавания в 10500 километров.
Огневую мощь обеспечивали:
- Три спаренные артиллерийские установки 127-мм/50 типа C, расположенных по линейно-возвышенной схеме (вторая АУ располагалась над кормовой надстройкой).
- Два спаренных зенитных автомата Тип 96, располагавшихся по бокам от второй трубы.
- Два счетверённых 610-мм торпедных аппарата Тип 92, с шестнадцать торпед торпедами Тип 93.

## История
К началу войны «Арасио» входил в состав 8-го дивизиона эсминцев 2-го Императорского флота Японии.
С декабря 1941 года по январь 1942 года участвовал в Малайской операции, Филиппинской операции и в сражении за Амбон.
8 февраля 1942 года вместе с «Митисио» участвовал в высадке десанта на остров Сулавеси и оккупации города Макассар.
18 февраля вместе с «Митисио» поддерживал огнём с моря вторжение на острова Бали и Ломбок. Эскортируя транспорт «Сагами Мару» в ночь с 19 на 20 февраля вступил в бой в проливе Бадунг. После боя отбуксировал повреждённый эсминец «Митисио» на ремонт.
К концу мая присоединился к эскорту идущему к атоллу Мидуэй. C 4 по 6 июня 1942 года принял участие в битве за Мидуэй. После повреждения крейсера «Микума» принял на борт экипаж с него, но в ходе воздушной атаки получил повреждения от разрыва авиабомб. В ходе налёта погибли 37 членов экипажа, в том числе несколько выживших с крейсера «Микума». Несмотря на полученные повреждения, «Арасио» после сражения сопроводил крейсер «Могами» к острову Уэйк, который вечером 5 июня уклоняясь от подводной атаки врезался в «Микума» и получил повреждения.
На «Арасио» закончили ремонт в Сасебо 12 ноября 1942 года и он вышел в порт Рабаул.
С 16 по 20 декабря 1942 года участвовал в составе ОБК с крейсером «Тэнрю», эсминцами «Судзукадзэ», «Инадзума», «Исонами», транспортами «Айкоку Мару» и «Гукоку Мару» в захвате города Маданг.
С 1 по 7 февраля 1943 года участвовал в эвакуации войск с Гуадалканала.
20 февраля 1943 года возвращаясь из транспортной экспедиции из Вевака, недалеко от острова Манус вместе с «Арасио» спасли оставшихся в живых с потопленного «Осио» и доставили их в Рабаул.
3 марта 1943 года во время битвы в море Бисмарка не сумев уклониться от атаки самолёта Б-25С получил повреждение винто-рулевого механизма, врезался в транспортный корабль «Нодзима», потерял ход и накренился. 176 членов экипажа были пересажены на эсминец «Юкикадзэ». 4 марта 1943 года в море Бисмарка, в 55 милях к юго-востоку от Финшхафен окончательно потоплен бомбардировщиками Б-17 в точке 07°15′ ю. ш. 148°30′ в. д..